# Negrão de Lima

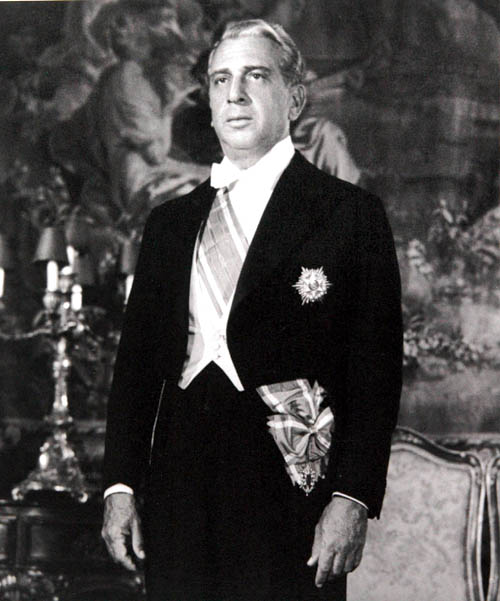
Francisco Negrão de Lima

Francisco Negrão de Lima (* 24. August 1901 in Nepomuceno; † 26. Oktober 1981 in Rio de Janeiro) war ein brasilianischer Politiker und Diplomat.

## Werdegang
Er war von 1951 bis 1953 Justizminister. 1956 wurde er zum Präfekten von Rio de Janeiro ernannt. Von 1958 bis 1959 war er im Kabinett von Juscelino Kubitschek Minister für Auswärtige Beziehungen und dann von 1959 bis 1963 war er Botschafter in Portugal.
Von 1965 bis 1971 war er Gouverneur des Bundesstaates Guanabara.

## Ehrungen
- 1958: Großkreuz des Verdienstordens der Bundesrepublik Deutschland
- 1961: Großkreuz des Ordens des Infanten Dom Henrique